# Таймиште (Болгария)
Таймиште (болг. Таймище) — село в Болгарии. Находится в Тырговиштской области, входит в общину Антоново. Население составляет 180 человек (2022).

## Политическая ситуация
В местном кметстве Пчелно, в состав которого входит Таймиште, должность кмета (старосты) исполняет Мехмед  Шабанов Мехмедов (Движение за права и свободы (ДПС)) по результатам выборов правления кметства.
Кмет (мэр) общины Антоново — Танер Мехмед Али Движение за права и свободы (ДПС)) по результатам выборов в правление общины.